# Gino Pivatelli
Gino Pivatelli (* 27. März 1933 in Sanguinetto) ist ein ehemaliger italienischer Fußballspieler und -trainer.

## Karriere
Pivatelli wurde als Spieler des FC Bologna Torschützenkönig in der Serie A 1955/56. Er spielte für die AC Mailand und gewann mit diesem Club 1962/63 unter Trainer Nereo Rocco den Europapokal der Landesmeister. Italiens Nationaltrainer Lajos Czeizler nahm ihn 1954 in die Nationalmannschaft auf. Pivatelli nahm für die Squadra Azzurra, der er zwischen 1954 und 1958 angehörte, an der Weltmeisterschaft 1954 in der Schweiz teil, bei der man in der Gruppenphase ausschied.

## Länderspiele
| Datum         | Spielort     | Gastgeber   |   | Gast        | Ergebnis | Torschützen                                      |
| ------------- | ------------ | ----------- | - | ----------- | -------- | ------------------------------------------------ |
| 30. März 1955 | Stuttgart    | Deutschland | – | Italien     | 1:2      | Freundschaftsspiel                               |
| 29. Mai 1955  | Turin        | Italien     | – | Jugoslawien | 4:0      | Europapokal der Nationalmannschaften 1955–1960   |
| 27. Nov. 1955 | Budapest     | Ungarn      | – | Italien     | 2:0      | Europapokal der Nationalmannschaften             |
| 18. Dez. 1955 | Rom          | Italien     | – | Deutschland | 2:1      | Freundschaftsspiel                               |
| 24. Juni 1956 | Buenos Aires | Argentinien | – | Italien     | 1:0      | Freundschaftsspiel                               |
| 22. Dez. 1957 | Mailand      | Italien     | – | Portugal    | 3:0      | Qualifikation zur Fußball-Weltmeisterschaft 1958 |
| 22. Dez. 1957 | Belfast      | Nordirland  | – | Italien     | 2:1      | Qualifikation zur Fußball-Weltmeisterschaft 1958 |

## Erfolge
- Italienischer Torschützenkönig: 1955/56
- Italienischer Meister: 1961/62
- Europapokalsieger der Landesmeister: 1962/63